# Независимая роялистская партия Эстонии
Независимая роялистская партия Эстонии (эст. Eesti Rojalistlik Partei) — политическая партия, существовавшая в Эстонии в начале 1990-х годов. По итогам выборов в Рийгикогу 1992 года получила 32 638 голосов избирателей, заработав 8 мест в парламенте.

## Выборы 1992 года
Партия была официально создана в 1990 году. Членами движения в основном являлись известные юмористы, в числе которых Приит Аймла, Кирилл Тейтер и Ральф Парве. Лидером партии был избран Калле Кульбок. На выборах 1992 года Независимая роялистская партия показала неожиданный результат, сумев получить 32 638 голосов и тем самым заработав 8 мест в парламенте. Суммарные траты партии на проведение избирательной кампании составили 1 крону.

## Программа партии
Согласно официальной программе партии, в Эстонии предлагалось установить конституционную монархию по образцу Швеции и Норвегии. В 1994 году депутаты от Независимой роялистской партии написали письмо британскому принцу Эдварду, считая его наиболее подходящим кандидатом на эстонскую корону, однако сын Елизаветы II отказался возглавить страну.

## Резонансные инициативы
В январе 1992 года представители партии выступили с инициативой объявить всех военнослужащих бывшей Советской Армии, находившихся на территории Эстонии, военнопленными, а воинские части — концлагерями для военнопленных.

## Последующая история
На парламентских выборах 1995 года партия смогла получить лишь 0,8 % голосов и в дальнейшем начала утрачивать былую значимость, а в 1998 году было окончательно распущена.